# Вмісні породи

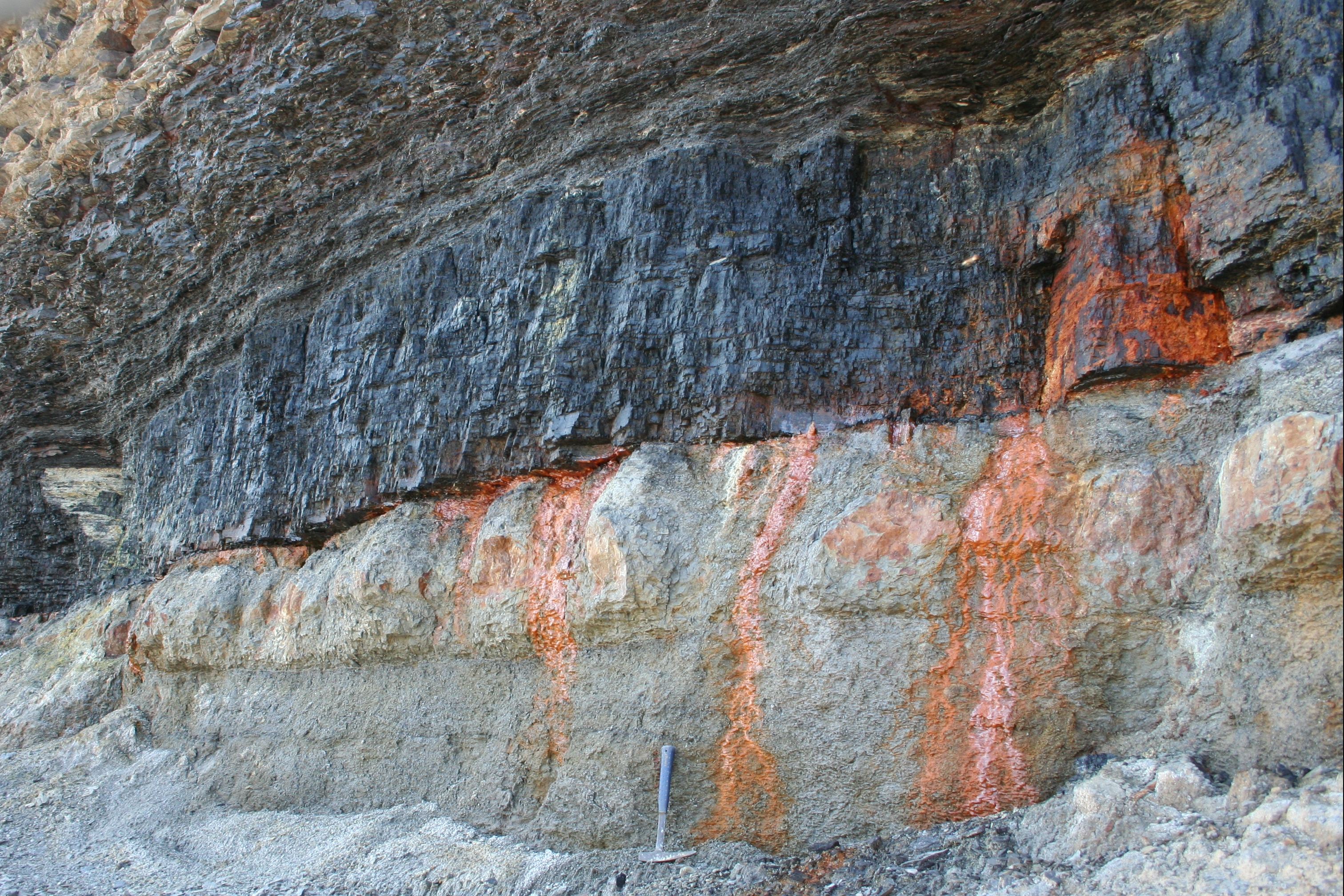
Вугільний пласт, що виходить на поверхню і вмісні породи(bituminous coal; Pennsylvanian).

Вмісні породи, вміщувальні породи — гірська порода, в якій знаходиться рудний або вугільний, нафтовий і т.і. поклад, жила або інше геологічне тіло з корисними копалинами. При похилому заляганні перерахованих геологічних тіл вмісна порода — це бокова порода.